# Jack Brownlie
Jack Brownlie (ur. 25 listopada 1899 w Makirikiri, zm. 8 października 1972 w Napier) – nowozelandzki rugbysta, reprezentant kraju.
Jedyny występ w reprezentacji kraju zaliczył we wrześniu 1921 roku przeciwko Nowej Południowej Walii. W barwach Hawke’s Bay pojawił się sześciokrotnie, a jego karierę zakończyła kontuzja.
W narodowej kadrze występowali później także jego dwaj starsi bracia – Maurice i Cyril.